# Consiglio di Parigi
Il Consiglio di Parigi è l'organo collegiale che cumula le funzioni di consiglio municipale e di consiglio generale per la Città di Parigi.
La legge 75-1331 del 31 dicembre 1975, sulla riforma del regime amministrativo della città di Parigi, istituì un Consiglio di Parigi (Conseil de Paris), allo stesso momento consiglio municipale e consiglio generale. Il consiglio era composto da 109 membri, eletti per arrondissement municipale o raggruppamenti di arrondissement municipali, che a loro volta eleggevano il sindaco di Parigi (maire de Paris). 
Delle commissioni distrettuali (commissions d'arrondissement), i cui membri erano scelti dagli elettori, il sindaco di Parigi e il consiglio di Parigi, avevano un ruolo consultivo. Il prefetto di polizia (préfet de police), nominato dallo Stato, conservava i poteri di polizia.
La legge del 31 dicembre 1982 (prima legge di decentramento), porta a 163 il numero dei consiglieri di Parigi e estende i loro poteri. Il sindaco è ormai coinvolto nelle politiche di sicurezza, anche se i poteri in questo ambito rimangono nelle mani del prefetto di polizia.
Le elezioni municipali si svolgono su base circondariale. 
Ogni circondario (arrondissement) elegge i suoi consiglieri circondariali (conseillers d'arrondissement) (517 in totale), di cui una parte diviene successivamente consigliere di Parigi. I consiglieri circondariali eleggono i propri sindaci una settimana dopo il voto.

## Sistema elettorale
Le elezioni amministrative parigine avvengono su due turni con un sistema misto che coniuga proporzionale e maggioritario. Ogni circondario opera separatamente con una legislazione ispirata a quella dei comuni francesi superanti i 3 500 abitanti, senza nessun meccanismo unificatorio a livello cittadino.
Ogni partito presenta in ogni circondario una lista bloccata composta da tanti candidati quanti sono i posti disponibili nel consiglio circondariale. Al primo turno è necessario ottenere la maggioranza assoluta per vincere le elezioni; se ciò non accade, i risultati vengono annullati e passano al secondo turno tutti i partiti che abbiano raccolto un decimo dei suffragi. Nella settimana intercorrente fra i due turni, le liste possono fondersi fra loro. Al secondo turno, la lista che raccoglie il maggior numero di voti è dichiarata vincitrice.
La ripartizione dei seggi si basa unicamente sull'ultimo turno di votazioni. Alla lista vincitrice vengono subito assegnati la metà dei seggi in palio, sia per il consiglio circondariale che per quello comunale. L'altra metà viene ripartita proporzionalmente con metodo D'Hondt fra le tutte le liste che abbiano superato lo sbarramento del 5% dei suffragi. Come corollario di questo sistema, vi è il fatto che tutti i consiglieri comunali sono consiglieri circondariali, e che i consiglieri circondariali sono potenziali supplenti dei consiglieri comunali in caso di morte o dimissioni.